# Ile Parisienne

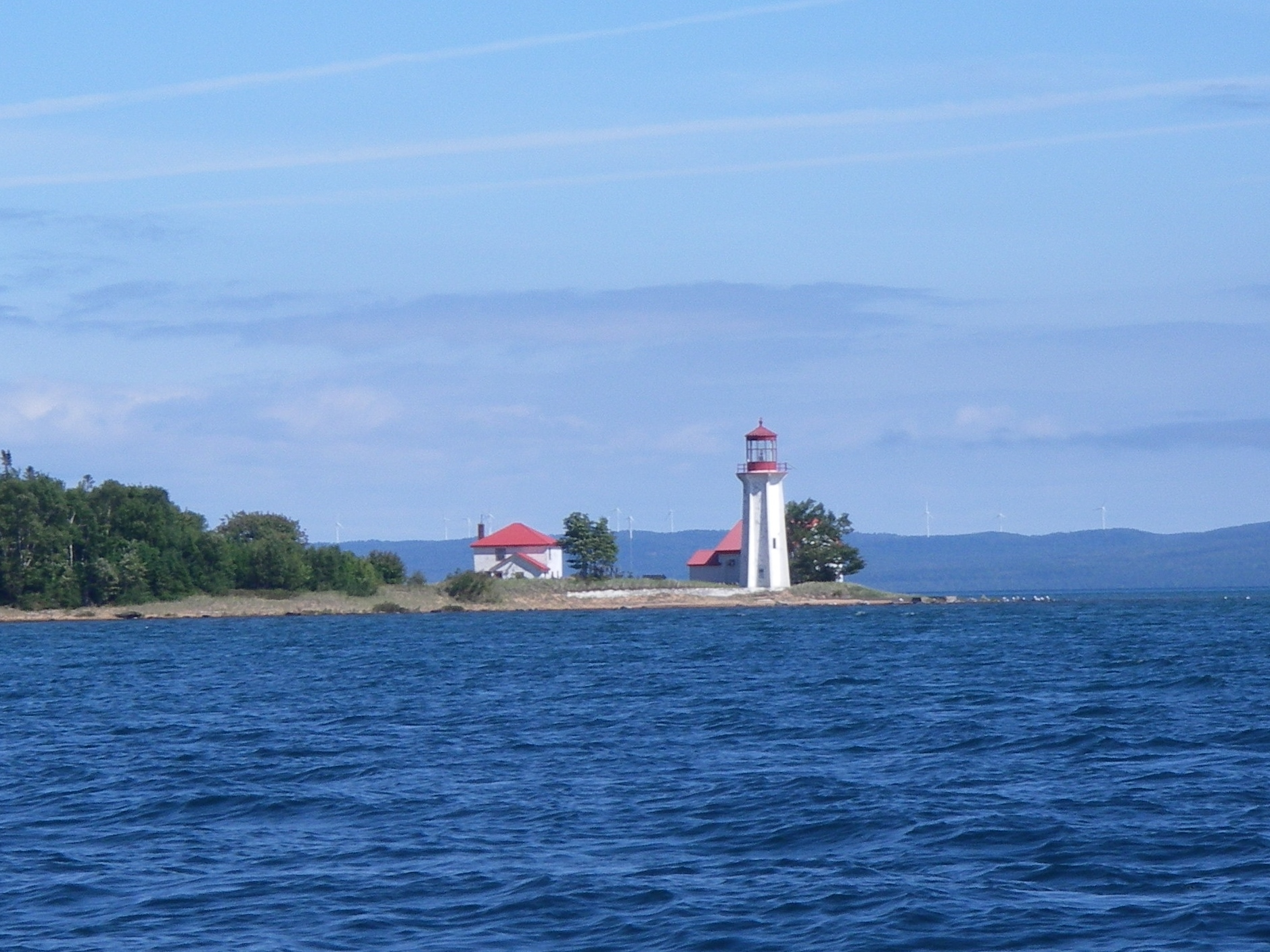
Fyr, 2014.

Ile Parisienne är en ö i Kanada.   Den ligger i provinsen Ontario, i den sydöstra delen av landet, 700 km väster om huvudstaden Ottawa. Arean är 9,9 kvadratkilometer.